# Giovanni Molino
Giovanni Molino (Veneza, 25 de abril de 1705 - Brescia, 14 de março de 1773) foi um cardeal do século XVIII.

## Biografia
Nasceu em Veneza em 25 de abril de 1705. De uma família antiga e patrícia, da qual, um de seus membros, Francesco Molino, era doge de Veneza em 1645. Segundo filho de Marco Molino (ou Molin) e Giustina Vitturi. Os outros filhos foram Sebastiano, Elena, Caterina, Pietro (1709-1777; entrou na Ordem de São Bento e assumiu o nome de Marco, e foi prior do convento de S. Giustina em Pádua e bispo de Bérgamo em 1773), Angelo , Ludovico, Cecília, Gaetano e Teresa. Seu sobrenome também está listado como Molin.
Estudos iniciais em casa sob a disciplina de excelentes professores; depois, estudou na Universidade de Pádua, onde obteve o doutorado in utroque iure , direito canônico e civil, em 14 de março de 1729. Recebeu as insígnias do caráter clerical e as ordens menores em 23 de dezembro de 1725; o subdiaconado em 15 de junho de 1726; e o diaconato em 7 de junho de 1727.
Ordenado em 22 de maio de 1728. Foi para Roma e ingressou na prelatura como protonotário apostólico. Nomeado auditor da Sagrada Rota Romana para a República de Veneza em outubro de 1738; tomou posse em 2 de junho de 1739; o cargo havia sido desocupado pela promoção a cardinalato de Monsenhor Carlo Rezzonico, futuro Papa Clemente XIII; exerceu o cargo até 1755; seus Decisioni foram impressos em quatro volumes.
Eleito bispo de Brescia em 17 de fevereiro de 1755. Consagrada em 1º de abril de 1755, igreja de S. Marco, Roma, pelo cardeal Joaquín Fernando Portocarrero, auxiliado por Giorgio Lascaris, arcebispo titular de Teodosia, e por Alessandro Fe, bispo titular de Metone . Promovido a cardinalato a pedido da República de Veneza.
Criado cardeal sacerdote no consistório de 23 de novembro de 1761; o papa enviou-lhe o barrete vermelho a Veneza com um breve apostólico datado de 27 de novembro de 1761, com o enablegato papal Monsenhor Giuseppe de Renaldis, camareiro particular participante . O município de Brescia o elegeu protetor da Biblioteca Quriniana. As controvérsias entre Roma e a República de Veneza o afetaram muito e por causa de sua lealdade à Santa Sé, ele deixou a diocese porque não podia obedecer às leis do Senado veneziano sobre os regulares; retirou-se para o mosteiro beneditino de Ferrara; ele foi privado de seus aluguéis e posses, exceto a mobília de seu quarto, sua carruagem e cavalos; O Papa Clemente XIII o ajudou generosamente. A angústia causada por sua situação afetou sua saúde e ele ficou quase totalmente cego. Abade commendatrio da abadia de Ss. Simone e Giuda, Bergamo, fevereiro de 1764. Participou do conclave de 1769, que elegeu o Papa Clemente XIV. Recebeu o chapéu vermelho em 22 de junho de 1769; e o título de S. Sisto, 26 de junho de 1769. Atribuído à SS. CC. dos Bispos e Regulares, Visita Apostólica, Índice e Indulgências e Sagradas Relíquias. Após o conclave, o novo papa o ajudou a reconquistar o favor da República de Veneza; o papa impôs ao cardeal a aceitação das leis da república, pelas quais o pontífice foi muito criticado. No trágico desastre que afetou a cidade de Brescia na madrugada de 18 de agosto de 1769, ele exerceu uma extraordinária solicitude pelos milhares de pessoas afetadas. Ele governou a diocese com grande zelo cuidando da disciplina do clero e da imunidade eclesiástica; visitou a diocese; instituiu uma escola para a formação da juventude;
Morreu em Brescia em 14 de março de 1773, de febre alta e outros problemas de saúde. Exposto e sepultado na catedral de Brescia, onde também teve lugar o solene funeral